# Academia de Artes e Ciências Cinematográficas
A Academia de Artes e Ciências Cinematográficas (em inglês, Academy of Motion Picture Arts and Sciences, AMPAS ou simplesmente The Academy) é uma organização profissional honorária dedicada ao desenvolvimento da arte e ciência do cinema. Fundada em 11 de maio de 1927, na Califórnia, Estados Unidos, é composta por mais de oito mil membros. Apesar de a maior parte deles serem estadunidenses, a filiação é aberta a cineastas qualificados de todo o mundo. No ano de 2004, a Academia possuía em seu quadro cineastas de 36 países.
A Academia é conhecida no mundo pelo seu prêmio anual (Academy Awards), conhecido informalmente como Óscar. Há também o prêmio para estudantes (Student Academy Awards), que premia cineastas graduandos e pós-graduandos.

## História

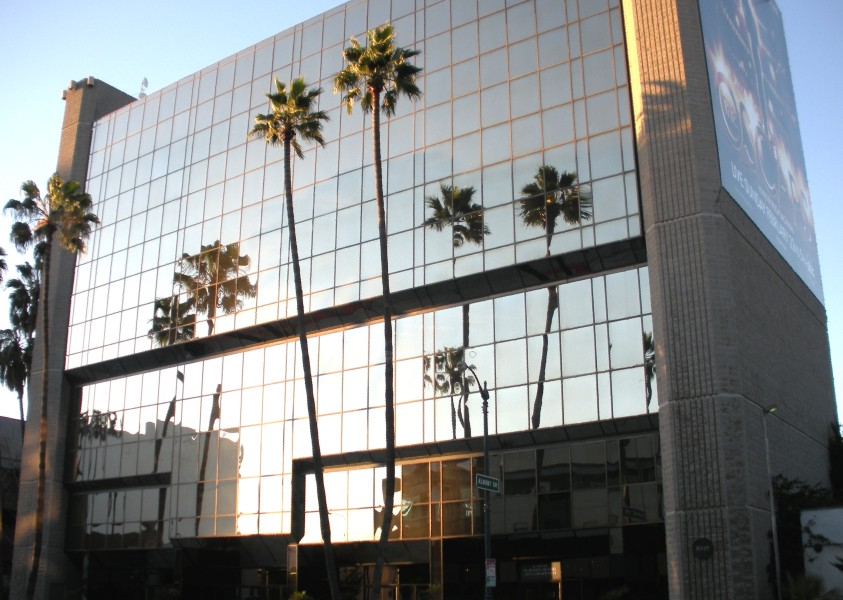
Edifício da sede

A ideia da Academia de Artes e Ciências Cinematográficas (AMPAS) começou com Louis B. Mayer, chefe da Metro-Goldwyn-Mayer (MGM). Ele disse que queria criar uma organização que mediasse disputas trabalhistas sem sindicatos e melhorasse a imagem da indústria cinematográfica. Em outras palavras, a Academia foi fundada originalmente como um sindicato patronal. Ele se reuniu com o ator Conrad Nagel, o diretor Fred Niblo e o chefe da Associação de Produtores Cinematográficos, Fred Beetson, para discutir esses assuntos. A ideia de um banquete anual para esse clube de elite foi discutida, mas não houve menção a prêmios na época. Eles também estabeleceram que a adesão à organização seria aberta apenas a pessoas envolvidas em um dos cinco ramos da indústria: atores, diretores, roteiristas, técnicos e produtores.
Após a breve reunião, Mayer reuniu um grupo de 36 pessoas envolvidas na indústria cinematográfica e as convidou para um banquete formal no Ambassador Hotel em Los Angeles em 11 de janeiro de 1927. Naquela noite, Mayer apresentou aos convidados o que chamou de Academia Internacional de Artes e Ciências Cinematográficas. Todos naquela sala se tornaram fundadores da Academia. Entre aquela noite e o dia em que os estatutos oficiais da organização foram registrados em 4 de maio de 1927, o termo "Internacional" foi removido do nome, tornando-se a "Academia de Artes e Ciências Cinematográficas".
Várias reuniões organizacionais ocorreram antes da primeira reunião oficial em 6 de maio de 1927. A primeira reunião organizacional foi realizada em 11 de maio no Biltmore Hotel. Naquela reunião, Douglas Fairbanks, Sr. foi eleito o primeiro presidente da Academia, enquanto Fred Niblo foi o primeiro vice-presidente, e o primeiro quadro de membros, composto por 230 pessoas, foi impresso. Naquela noite, a Academia também concedeu sua primeira adesão honorária, a Thomas Edison. Inicialmente, a Academia foi dividida em cinco grupos principais, ou ramos, embora esse número tenha aumentado ao longo dos anos. Os cinco originais eram: Produtores, Atores, Diretores, Roteiristas e Técnicos.
As preocupações iniciais do grupo estavam relacionadas a questões trabalhistas. No entanto, com o tempo, a organização se afastou "cada vez mais do envolvimento em arbitragens e negociações trabalhistas". Durante a Grande Depressão, a Academia perdeu toda a credibilidade entre os membros empregados dos estúdios em relação a questões trabalhistas quando ficou do lado dos grandes estúdios de cinema em seus esforços para convencer os funcionários a aceitar reduções voluntárias de salários. Assim, a Academia evoluiu para seu papel moderno como uma organização honorária.
Um dos vários comitês formados nos primeiros dias da Academia foi o de "Prêmios de Mérito", mas foi apenas em maio de 1928 que o comitê começou a discutir seriamente a estrutura dos prêmios e a cerimônia de premiação. Em julho de 1928, o conselho de diretores havia aprovado uma lista de 12 prêmios a serem concedidos. Durante julho, o sistema de votação para os prêmios foi estabelecido, e o processo de nomeação e seleção começou. Este "prêmio de mérito por conquista distinta" é o que conhecemos hoje como Prêmio da Academia.
A localização inicial da organização foi 6912 Hollywood Boulevard. Em novembro de 1927, a Academia mudou-se para o Roosevelt Hotel em 7010 Hollywood Boulevard, que também foi o mês em que a biblioteca da Academia começou a compilar uma coleção completa de livros e periódicos sobre a indústria de todo o mundo. Em maio de 1928, a Academia autorizou a construção de uma sala de projeção moderna, localizada no salão social do hotel. A sala de projeção foi concluída apenas em abril de 1929.
Com a publicação de Academy Reports (No. 1): Incandescent Illumination em julho de 1928, a Academia iniciou uma longa história de publicação de livros para auxiliar seus membros. O Conselho de Pesquisa da Academia de Artes e Ciências Cinematográficas treinou oficiais do Corpo de Sinais durante a Segunda Guerra Mundial, que mais tarde ganharam dois Oscars, por Seeds of Destiny e Toward Independence.
Em 1929, membros da Academia, em parceria com a Universidade do Sul da Califórnia, criaram a primeira escola de cinema dos Estados Unidos para aprimorar a arte e a ciência das imagens em movimento. O corpo docente fundador da escola incluía Fairbanks (Presidente da Academia), D. W. Griffith, William C. deMille, Ernst Lubitsch, Irving Thalberg e Darryl F. Zanuck.
Em 1930, outra mudança ocorreu, para o Hollywood Professional Building, para acomodar a equipe em crescimento, e em dezembro daquele ano, a biblioteca foi reconhecida como "tendo uma das coleções mais completas de informações sobre a indústria cinematográfica em qualquer lugar existente". Eles permaneceram nesse local até 1935, quando um maior crescimento os forçou a se mudar novamente. Desta vez, os escritórios administrativos foram para um local, o Edifício Taft na esquina de Hollywood and Vine, enquanto a biblioteca foi para 1455 North Gordon Street.
Em 1934, a Academia começou a publicar o Screen Achievement Records Bulletin, hoje conhecido como Motion Picture Credits Database. Esta é uma lista de créditos de filmes indicados ao Oscar, bem como outros filmes lançados no Condado de Los Angeles, usando materiais de pesquisa da Biblioteca Margaret Herrick da Academia. Outra publicação da década de 1930 foi o primeiro Academy Players Directory anual em 1937. O Diretório foi publicado pela Academia até 2006, quando foi vendido para uma empresa privada. A Academia esteve envolvida nos aspectos técnicos da produção de filmes desde sua fundação em 1927, e em 1938, o Conselho de Ciência e Tecnologia consistia em 36 comitês técnicos abordando questões relacionadas a gravação e reprodução de som, projeção, iluminação, preservação de filmes e cinematografia.
Em 1946, a Academia considerou necessário mudar para uma nova sede e adquiriu o Marquis Theatre em 9038 Melrose Avenue em West Hollywood, que renomeou como Academy Awards Theatre, utilizando o edifício para escritórios e como local de entretenimento. A renomeação acabou sendo fortuita, pois o 21º Oscar, realizado em 24 de março de 1949, foi transferido para lá em cima da hora.
A Academia adquiriu um terreno em 8949 Wilshire Boulevard em Beverly Hills em 1972 e construiu sua atual sede no local; as novas instalações foram inauguradas em 1975.
Em 2009, os primeiros Governors Awards foram realizados, nos quais a Academia apresenta o Prêmio Honorário da Academia, o Prêmio Humanitário Jean Hersholt e o Prêmio Memorial Irving G. Thalberg.
Em 2016, a Academia se tornou alvo de críticas por não reconhecer as conquistas de profissionais minoritários. Pelo segundo ano consecutivo, todos os 20 indicados nas principais categorias de atuação eram brancos. A presidente da Academia, Cheryl Boone Isaacs, a primeira afro-americana e terceira mulher a liderar a Academia, negou em 2015 que houvesse um problema. Quando perguntada se a Academia tinha dificuldade em reconhecer a diversidade, ela respondeu: "De forma alguma. De forma alguma". Quando as indicações para atuação foram todas de pessoas brancas pelo segundo ano consecutivo, Gil Robertson IV, presidente da Associação de Críticos de Cinema Afro-americanos, chamou isso de "ofensivo". O ramo de atores é "esmagadoramente branco" e a questão foi levantada se vieses raciais conscientes ou inconscientes desempenharam um papel.
Spike Lee, entrevistado logo após a publicação da lista de indicados totalmente branca, apontou a liderança de Hollywood como o problema raiz: "Podemos ganhar um Oscar de vez em quando, mas um Oscar não vai mudar fundamentalmente a forma como Hollywood faz negócios. Não estou falando de estrelas de Hollywood. Estou falando de executivos. Não estamos na sala." Boone Isaacs também divulgou uma declaração, na qual disse: "Estou desolada e frustrada com a falta de inclusão. Esta é uma conversa difícil, mas importante, e é hora de grandes mudanças." Após a declaração de Boone Isaacs, afro-americanos proeminentes, como o diretor Spike Lee, os atores Will Smith e Jada Pinkett Smith e o ativista Rev. Al Sharpton, pediram um boicote ao Oscar de 2016 por não reconhecer conquistas de minorias. O conselho votou para fazer mudanças "históricas" em sua adesão. A Academia afirmou que até 2020 dobraria o número de membros mulheres e de minorias. Embora a Academia tenha abordado um perfil mais alto para afro-americanos, ainda precisa elevar o perfil de outros artistas de cor, na frente e atrás das câmeras.
Em 2018, a Academia convidou um recorde de 928 novos membros.
O diretor de elenco David Rubin foi eleito presidente da Academia em agosto de 2019.
Em 2020, Parasita se tornou o primeiro filme em língua não inglesa a ganhar o Oscar de Melhor Filme. Em junho de 2022, Bill Kramer foi nomeado CEO da Academia. Também em 2022, Janet Yang foi eleita a primeira presidente asiático-americana da Academia.

## Histórico
A primeira premiação do Óscar ocorreu no dia 16 de Maio de 1929, durante um jantar festivo para 250 pessoas no salão de festas Blossom Room do Roosevelt Hotel, em Hollywood, Los Angeles, Califórnia.

### Presidentes
- Douglas Fairbanks 1927-1929
- William C. DeMille 1929-1931
- M. C. Levee 1931-1932
- Conrad Nagel 1932-1933
- J. Theodore Reed 1933-1934
- Frank Lloyd 1934-1935
- Frank Capra 1935-1939
- Walter Wanger 1939-1941
- Bette Davis 1941-1941 (renunciou 2 meses após a eleição)
- Walter Wanger 1941-1945 (segundo mandato)
- Jean Hersholt 1945-1949
- Charles Brackett 1949-1955
- George Seaton 1955-1958
- George Stevens 1958-1959
- B. B. Kahane 1959-1960 (morreu antes de acabar o mandato)
- Valentine Davies 1960-1961 (morreu antes de acabar o mandato)
- Wendell Corey 1961-1963
- Arthur Freed 1963-1967
- Gregory Peck 1967-1970
- Daniel Taradash 1970-1973
- Walter Mirisch 1973-1977
- Howard W. Koch 1977-1979
- Fay Kanin 1979-1983
- Gene Allen 1983-1985
- Robert Wise 1985-1988
- Richard Kahn 1988-1989
- Karl Malden 1989-1992
- Robert Rehme 1992-1993, 1997-2001
- Arthur Hiller 1993-1997
- Frank Pierson 2001-2005
- Sid Ganis 2005-2010
- Tom Sherak 2010-2013
- Cheryl Boone Isaacs 2013-2017
- John Bailey 2017-2019[36]
- David Rubin 2019-2022[37]
- Janet Yang (2022-presente)